# Комитет конституционного надзора СССР
Комитет конституционного надзора СССР (неофиц. сокр. ККН СССР) — высший орган конституционного надзора СССР, имел надзорные и консультативные функции, участвовал в совершенствовании законодательства. При этом Съезд народных депутатов СССР двумя третями голосов (от общего числа депутатов) мог отклонять заключения комитета.
Провёл первое заседание в мае 1990 года, фактически прекратил своё существование с распадом Советского Союза.

## История
Законом СССР от 1 декабря 1988 г. № 9853-XI «Об изменениях и дополнениях Конституции (Основного Закона) СССР» установлено, что Комитет конституционного надзора СССР избирается Съездом народных депутатов СССР сроком на десять лет из числа специалистов в области политики и права в составе Председателя, заместителя Председателя и 21 члена Комитета, включая представителей от каждой союзной республики.
Попытка избрать Комитет на I Съезде народных депутатов СССР (до принятия закона о конституционном надзоре) не удалась из-за противоречий между депутатами. А после демонстративного бойкота выборов литовской делегацией вопрос был отложен.
Законом СССР от 23 декабря 1989 г. № 974-I «Об изменениях и дополнениях статьи 125 Конституции (Основного Закона) СССР» установлено, что Комитет конституционного надзора СССР избирается Съездом народных депутатов СССР из числа специалистов в области политики и права в составе Председателя, заместителя Председателя и 25 членов Комитета, в том числе по одному из каждой союзной республики. Срок полномочий лиц, избранных в Комитет конституционного надзора СССР, — десять лет.
Полномочия и порядок деятельности Комитета конституционного надзора СССР определены Законом СССР от 23 декабря 1989 г. «О конституционном надзоре в СССР» (введён в действие с 1 января 1990 г.).
За время своей деятельности Комитет принял более 40 актов; в «Ведомостях ВС СССР» были опубликованы итоговые акты по 23 вопросам, рассмотренным Комитетом. В 18 случаях Комитет констатировал несоответствие рассмотренных актов Конституции, международным актам и международным обязательствам СССР, в 12 случаях признал неконституционные акты утратившими силу, в 2 случаях приостанавливал действие актов, в 2 обязал прокуратуру внести протесты на правовые акты. 19 августа 1991 года присутствовавшие в Москве члены Комитета подали запрос в Верховный Совет СССР, где напомнили, что введение чрезвычайного положения требует согласия Верховного Совета, выразили озабоченность сложившимся положением и запросили данные о неспособности президента СССР выполнять полномочия.
11 декабря 1991 года Комитет конституционного надзора выступил с заявлением, осуждающим подписание Соглашения о создании СНГ, в котором говорилось, что одни республики не вправе решать вопросы, касающиеся прав и интересов других республик. Органы власти СССР могут прекратить своё существование только «после решения в конституционном порядке вопроса о судьбе СССР».
Комитет прекратил свою деятельность де-факто 26 декабря 1991 г. в связи с принятием декларации о прекращении существования СССР.
Но ККН СССР формально распущен не был.

## Состав
Всего был избран 21 человек, в том числе члены от Бурятской, Башкирской и Татарской автономных республик. Прибалтийские республики кандидатов не представили, некоторые другие союзные республики сняли кандидатуры под предлогом замены.
Постановлением Съезда народных депутатов СССР от 23 декабря 1989 г. № 975-I избраны:
- Председатель Комитета конституционного надзора СССР Алексеев Сергей Сергеевич — директор Института философии и права Уральского отделения Академии наук СССР, член-корреспондент Академии наук СССР, доктор юридических наук, профессор

- заместитель Председателя Комитета конституционного надзора СССР Лазарев Борис Михайлович — заведующий сектором Института государства и права Академии наук СССР, доктор юридических наук, профессор

Постановлением Верховного Совета СССР от 26 апреля 1990 г. № 1455-I избраны члены Комитета конституционного надзора СССР:
1. Абрамович Александр Михайлович — заведующий кафедрой Белорусского государственного университета имени В. И. Ленина, доктор юридических наук, профессор
2. Агзамходжаев Анвар Агзамович — заведующий кафедрой Ташкентского государственного университета имени В. И. Ленина, доктор юридических наук, профессор, член-корреспондент Академии наук Узбекской ССР
3. Аннанепесов Мурад — вице-президент Академии наук Туркменской ССР, доктор исторических наук
4. Босхолов Сергей Семенович — докторант Академии МВД СССР, кандидат юридических наук, доцент
5. Бурчак Федор Глебович — заведующий Юридическим отделом Президиума Верховного Совета Украинской ССР, доктор юридических наук
6. Быков Анатолий Григорьевич — заведующий кафедрой Московского государственного университета имени М. В. Ломоносова, доктор юридических наук, профессор
7. Иванова Розалия Ивановна — профессор юридического факультета Московского государственного университета имени М. В. Ломоносова, доктор юридических наук
8. Инцкирвели Георгий Захарьевич — заведующий кафедрой Тбилисского государственного университета, доктор юридических наук, профессор
9. Карапетян Людвиг Мнацаканович — проректор Ереванского государственного университета, доктор философских наук, профессор
10. Мирзоев Сафа Аббас оглы — доцент Азербайджанского государственного университета имени С. М. Кирова, кандидат юридических наук
11. Муксинов Ирек Шарифович — руководитель проблемной группы национально-государственных отношений Института государства и права Академии наук СССР, кандидат юридических наук
12. Пискотин Михаил Иванович — главный редактор журнала «Народный депутат», доктор юридических наук, профессор
13. Смокин Андрей Иванович — доцент Кишиневского государственного университета имени В. И. Ленина, кандидат юридических наук
14. Собакин Вадим Константинович — консультант Отдела ЦК КПСС, доктор юридических наук
15. Толстой Георгий Кириллович — профессор Ленинградского государственного университета, доктор юридических наук
16. Тургунбеков Рафик — заведующий отделом Института философии и права Академии наук Киргизской ССР, доктор юридических наук
17. Усманов Очилбай — заведующий кафедрой Таджикского государственного университета имени В. И. Ленина, доктор юридических наук, профессор
18. Филимонов Вадим Донатович — первый проректор Томского государственного университета имени В. В. Куйбышева, доктор юридических наук, профессор
19. Ягудин Шакир Шахмедович — заведующий отделом Президиума Верховного Совета Татарской АССР, кандидат юридических наук